# 冥衛一表面特徵列表

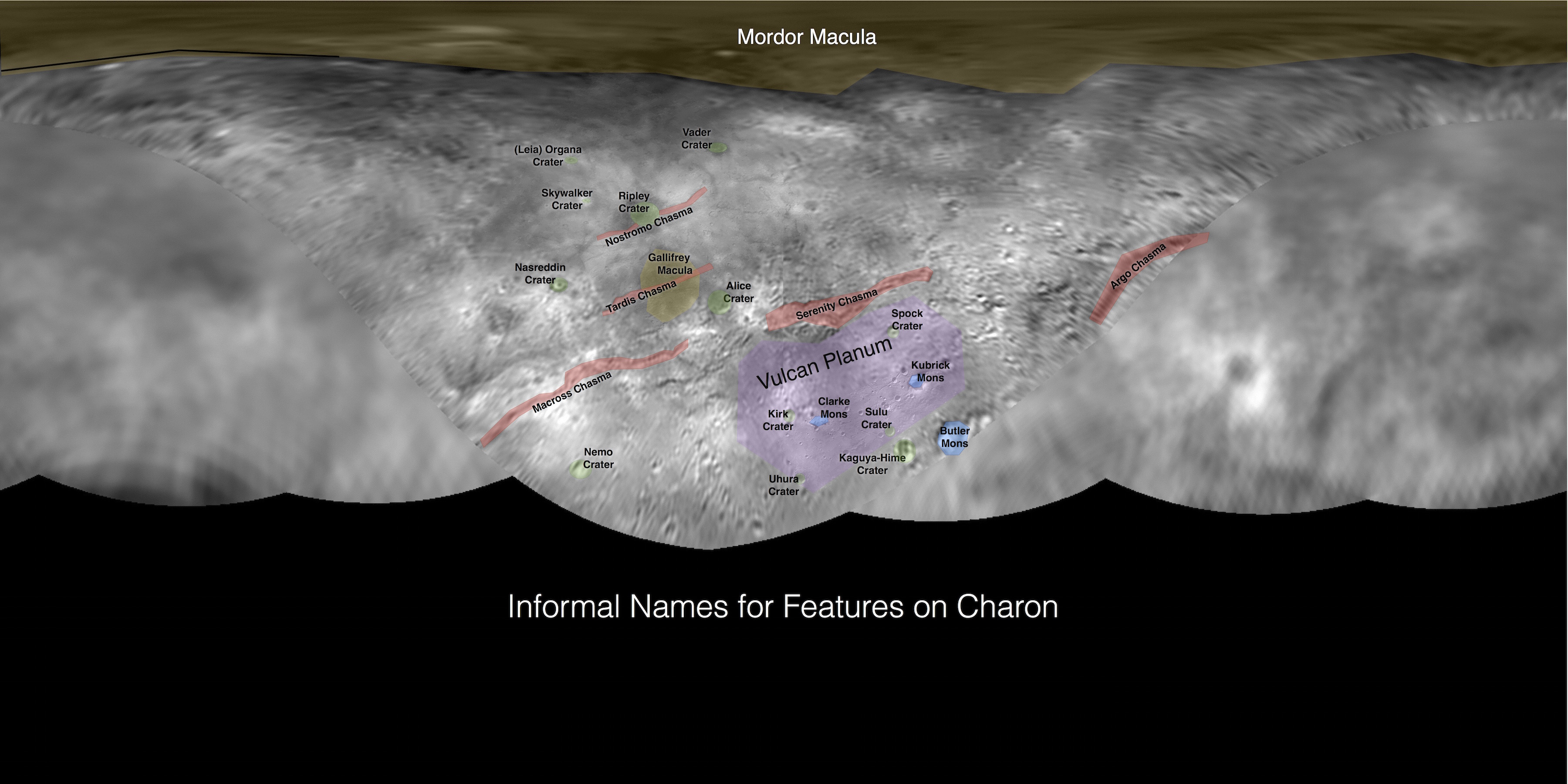
冥衛一的地圖

2015年7月，美國太空總署的新視野號計劃對冥王星和冥衛一的探索發現了許多地質特徵。對於這些地點的命名，太空總署在2015年3~4月間就開始收集公眾提名，並經過公開票選後，由新視野號團隊從中選出地名提交國際天文聯會。提名和投票的主題分為：
1. 歷史上的探險： 包括探險家、太空任務、和對冥王星的天文學有貢獻者
2. 有關探險的文學作品：包括作家及出現在作品中的船艦、探險者和地點
3. 陰間世界：包括陰間的地名、去過陰間的人物、及陰間的神怪

最後，新視野號團隊依以下原則替冥衛一的地質特徵命名：地區的命名使用虛構作品中的地名，山丘的命名使用作家或導演的名字，峽谷的命名使用虛構作品中的船艦，隕石坑的命名用虛構作品中的探險家名字。其他類別的提名則用在冥王星上。
目前新視野號已提出下列地名，尚待國際天文聯會的認可。

## 地區
| 地名       | 由來                                      | 主題     |
| ---------- | ----------------------------------------- | -------- |
| 加利弗雷斑 | 加利弗雷星（Gallifrey），《》中博士的母星 | 科幻影視 |
| 魔多斑     | 魔多，托爾金神話中的地名                  | 奇幻小說 |
| 瓦肯高原   | 瓦肯星，出自《星艦迷航記》系列            | 科幻影視 |

## 山丘
| 地名       | 由來                | 主題         |
| ---------- | ------------------- | ------------ |
| 巴特勒山   | 奧克塔維婭·E·巴特勒 | 科幻小說作家 |
| 克拉克山   | 亞瑟·查理斯·克拉克  | 科幻小說作家 |
| 庫柏力克山 | 史丹利·庫柏力克     | 科幻影視導演 |

## 深谷
| 地名         | 由來                                                 | 主題     |
| ------------ | ---------------------------------------------------- | -------- |
| 阿爾戈深谷   | 阿爾戈號，希臘神話中的一條船                         | 神話     |
| 馬克羅斯深谷 | SDF-1 馬克羅斯，《超時空要塞》系列動畫的主要太空載具 | 科幻動畫 |
| 諾斯托摩深谷 | 諾斯托摩（Nostromo），《異形》系列中的主要太空載具   | 科幻影視 |
| 寧靜深谷     | 寧靜號，《螢火蟲》系列中的主要太空載具               | 科幻影視 |
| 塔笛斯深谷   | TARDIS，《超時空博士》系列中的主要太空載具           | 科幻影視 |
| 卡莱巫切深谷 | 卡莱巫切，智利传说中的幽灵船                         | 神話     |

## 隕石坑

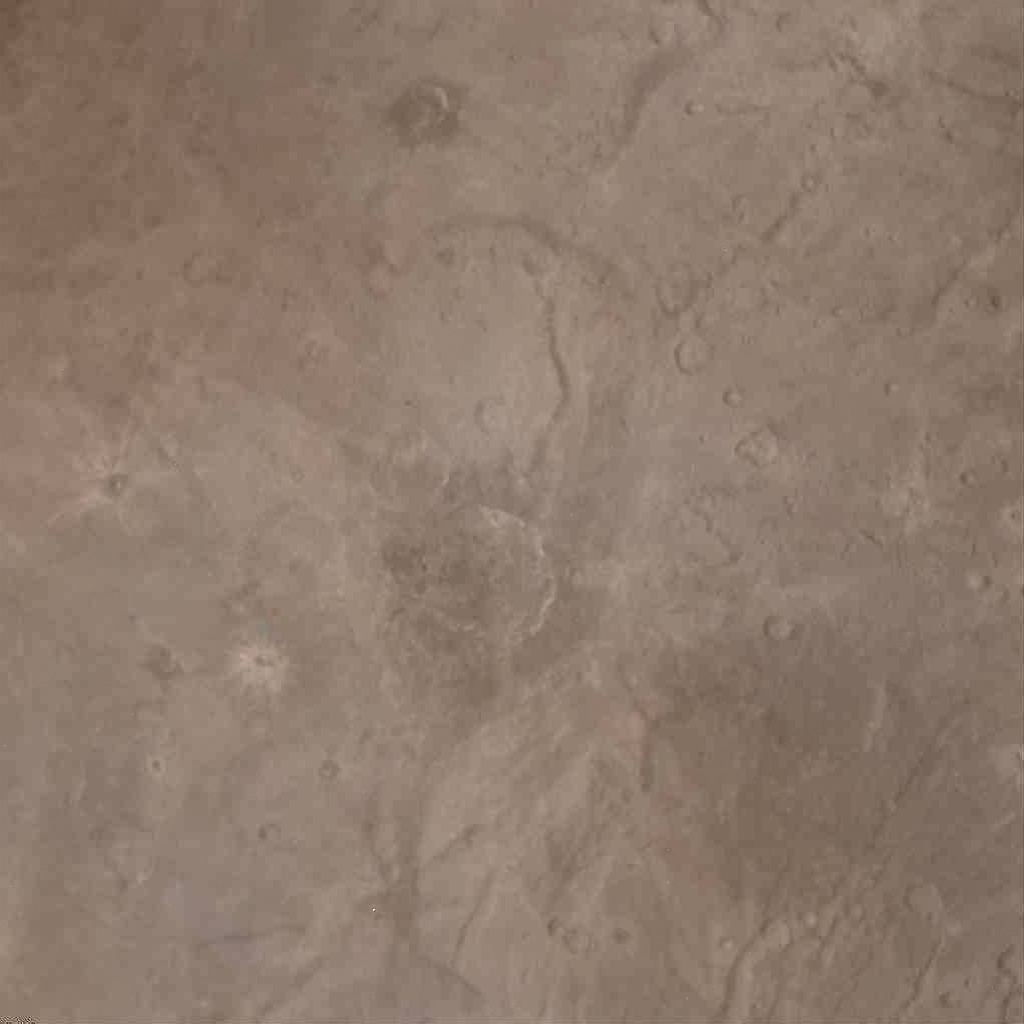
以雷普利隕石坑為中心的冥衛一照片。 Nostromo Chasma在雷普利隕石坑的垂直對面。 維達隕石坑是12:00的黑暗的火山口，Organa Crater在9:00，Skywalker Crater在8:00，Gallifrey Macula和Tardis Chasma在4:00。

冥衛一的隕石坑以與科幻奇幻作品相關的角色命名。
| 地名           | 由來                                           | 主題     |
| -------------- | ---------------------------------------------- | -------- |
| 艾麗絲隕石坑   | 路易斯·卡羅小說《愛麗絲夢遊仙境》的女主角      | 奇幻小說 |
| 輝夜姬隕石坑   | 輝夜姬，日本文學作品《竹取物語》的女主角       | 奇幻小說 |
| 寇克隕石坑     | 詹姆士·T·寇克，《星艦迷航記》中的艦長          | 科幻影視 |
| 歐嘉納隕石坑   | 莉亞·歐嘉納，《星際大戰》系列電影中的女主角    | 科幻影視 |
| 納斯爾丁隕石坑 | 納斯爾丁，傳說人物                             | 神話     |
| 尼莫隕石坑     | 尼莫艦長，凡爾納科幻小說《海底两万里》中的人物 | 科幻小說 |
| 雷普利隕石坑   | 艾倫·雷普利，《異形》系列電影女主角            | 科幻影視 |
| 天行者隕石坑   | 路克·天行者，《星際大戰》系列電影男主角        | 科幻影視 |
| 史巴克隕石坑   | 史巴克，《星艦迷航記》中的科學官               | 科幻影視 |
| 蘇魯隕石坑     | 蘇魯光，《星艦迷航記》中的駕駛                 | 科幻影視 |
| 烏瑚拉隕石坑   | 妮歐塔·烏瑚拉，《星艦迷航記》中的通訊官        | 科幻影視 |
| 維達隕石坑     | 達斯·維達，《星際大戰》中的反派                | 科幻影視 |

## 参看
- 冥王星表面特徵列表